# Antoceni
Antoceni – wieś w Rumunii, w okręgu Suczawa, w gminie Forăști. W 2011 roku liczyła 296 mieszkańców.